# Crimson Thunder
Crimson Thunder (с англ. «Багровый гром») — четвёртый альбом шведской пауэр-метал-группы HammerFall. В звучании можно уловить заметное «потяжеление» (по сравнению с ранними работами группы) и отход от быстрого пауэра в сторону более медленного, хотя и мелодичного, хэви-метала.

## Состав группы
- Йоаким Канс (Joacim Cans) — вокал
- Оскар Дроньяк (Oscar Dronjak) — гитары, бэк-вокал, клавишные, тамбурин
- Стефан Эльмгрен (Stefan Elmgren) — гитары (лидер, ритм, акустическая и 12-струнная), бэк-вокал
- Магнус Розен (Magnus Rosén) — бас-гитара
- Андерс Йоханссон (Anders Johansson) — ударные

## Список композиций
1. Riders Of The Storm — 04:33
2. Hearts On Fire — 03:51
3. On The Edge Of Honour — 04:49
4. Crimson Thunder — 05:05
5. Lore Of The Arcane — 01:27
6. Trailblazers — 04:39
7. Dreams Come True — 04:02
8. Angel Of Mercy (Chastain cover) — 05:38
9. The Unforgiving Blade — 03:40
10. In Memoriam — 05:23
11. Hero’s Return — 05:23

## Бонус-треки
1. Detroit Rock City (Kiss cover) — 03:52
2. Crazy Nights (Loudness cover) — 03:42

## Синглы
- Hearts On Fire (2002)